# بالماسکه (فیلم ۱۹۸۸)
بالماسکه یا ماسکورید (به انگلیسی: Masquerade) فیلمی محصول سال ۱۹۸۸ و به کارگردانی باب سوایم است. در این فیلم بازیگرانی همچون راب لو، مگ تیلی، کیم کاترال، داگ سونت، جان گلاور، دینا دلانی و باز اسکگز ایفای نقش کرده‌اند.
ماسکورید نام یک قایق در فیلم است.